# ランチア・フラミニア

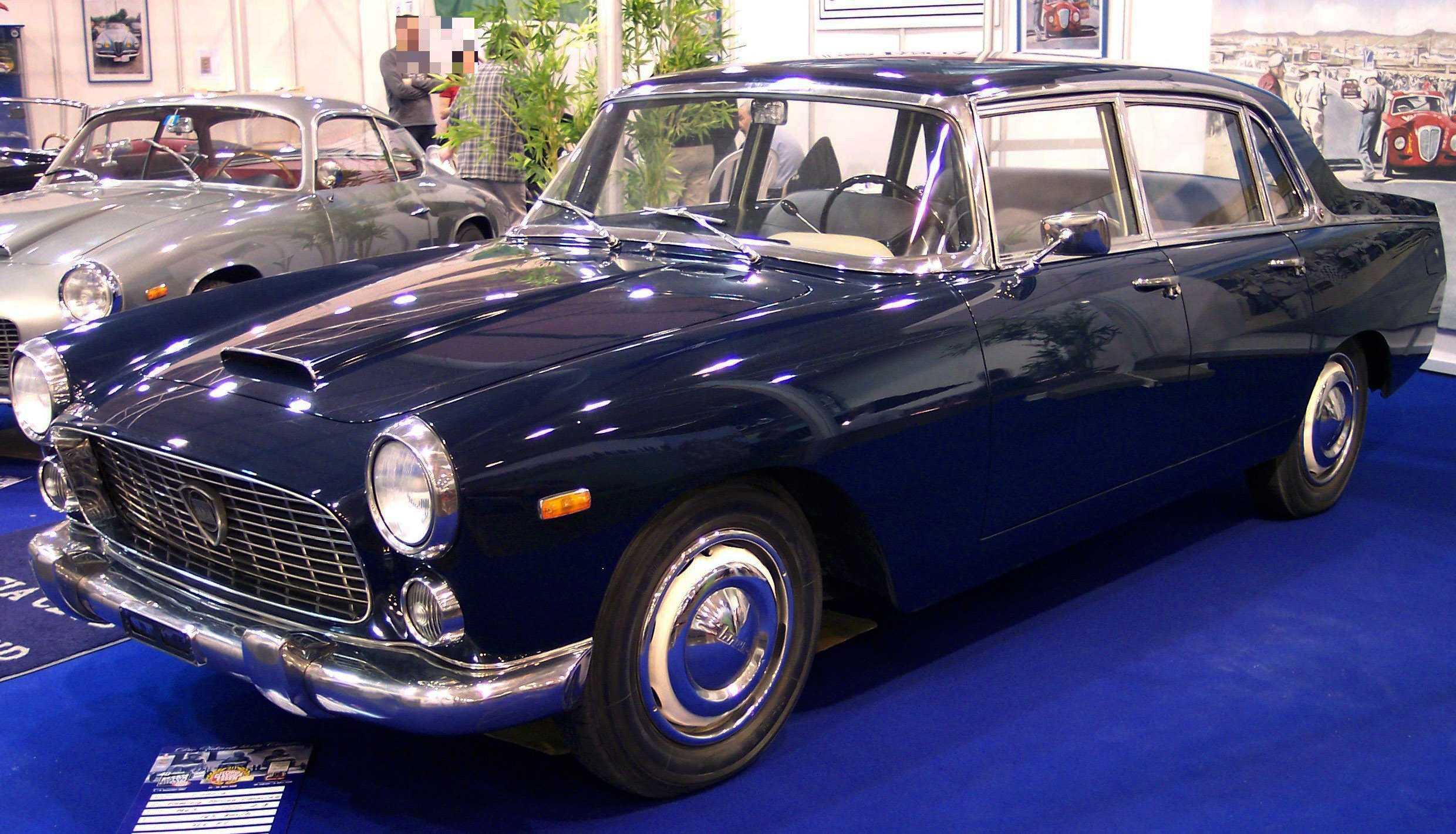
ベルリーナ

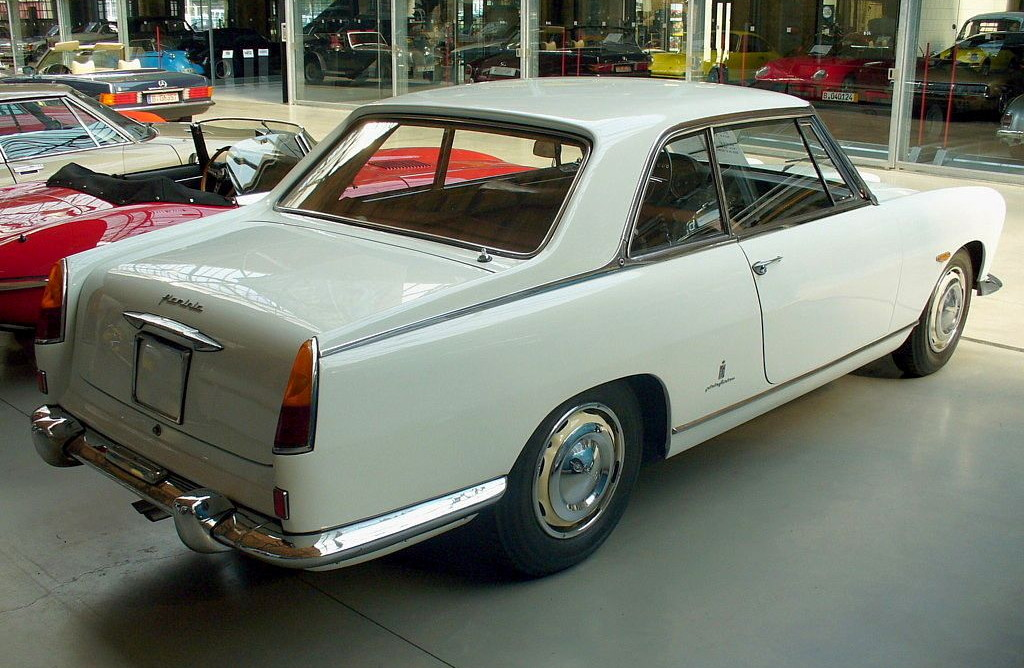
クーペ

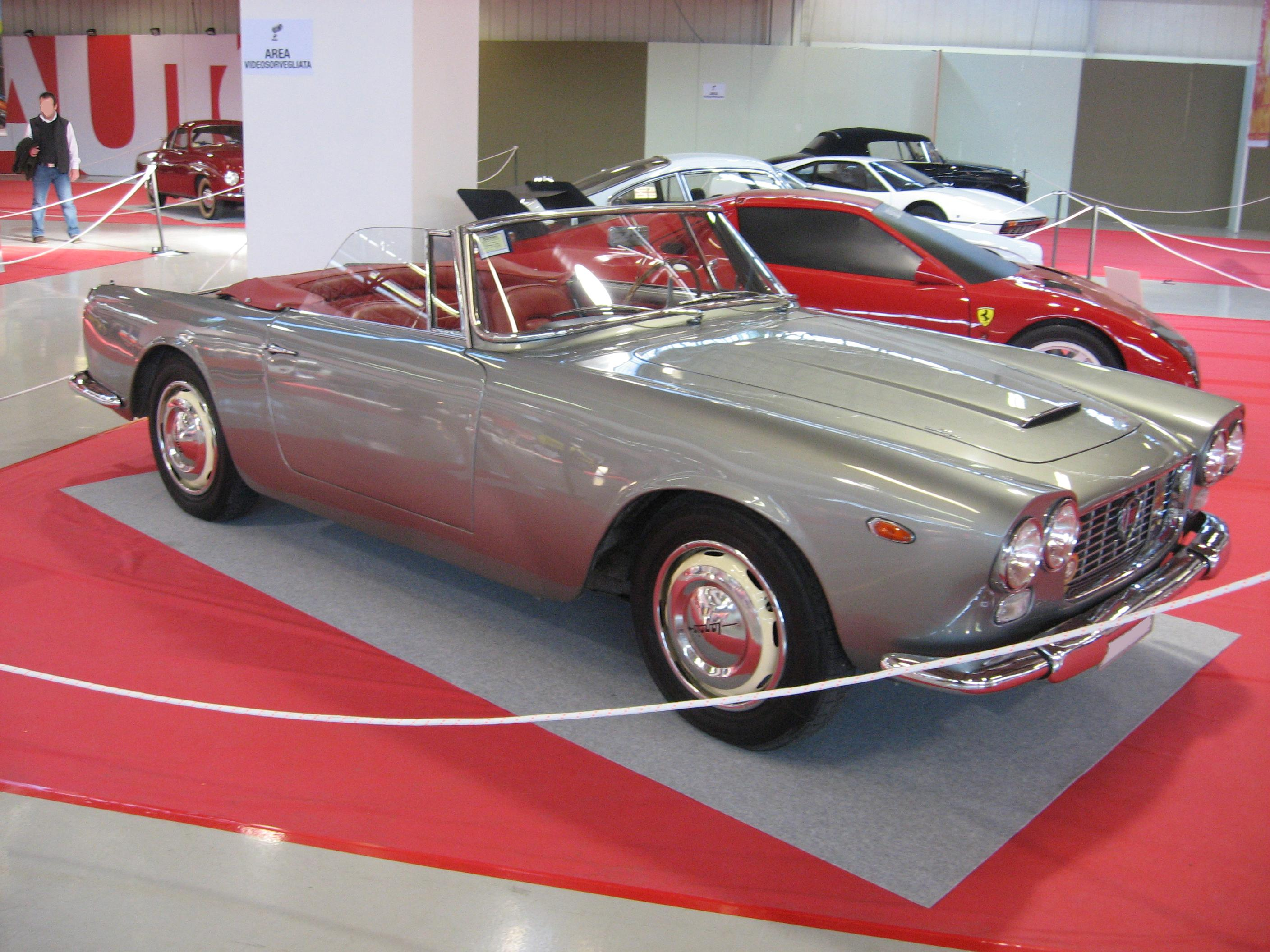
GTコンバーチブル

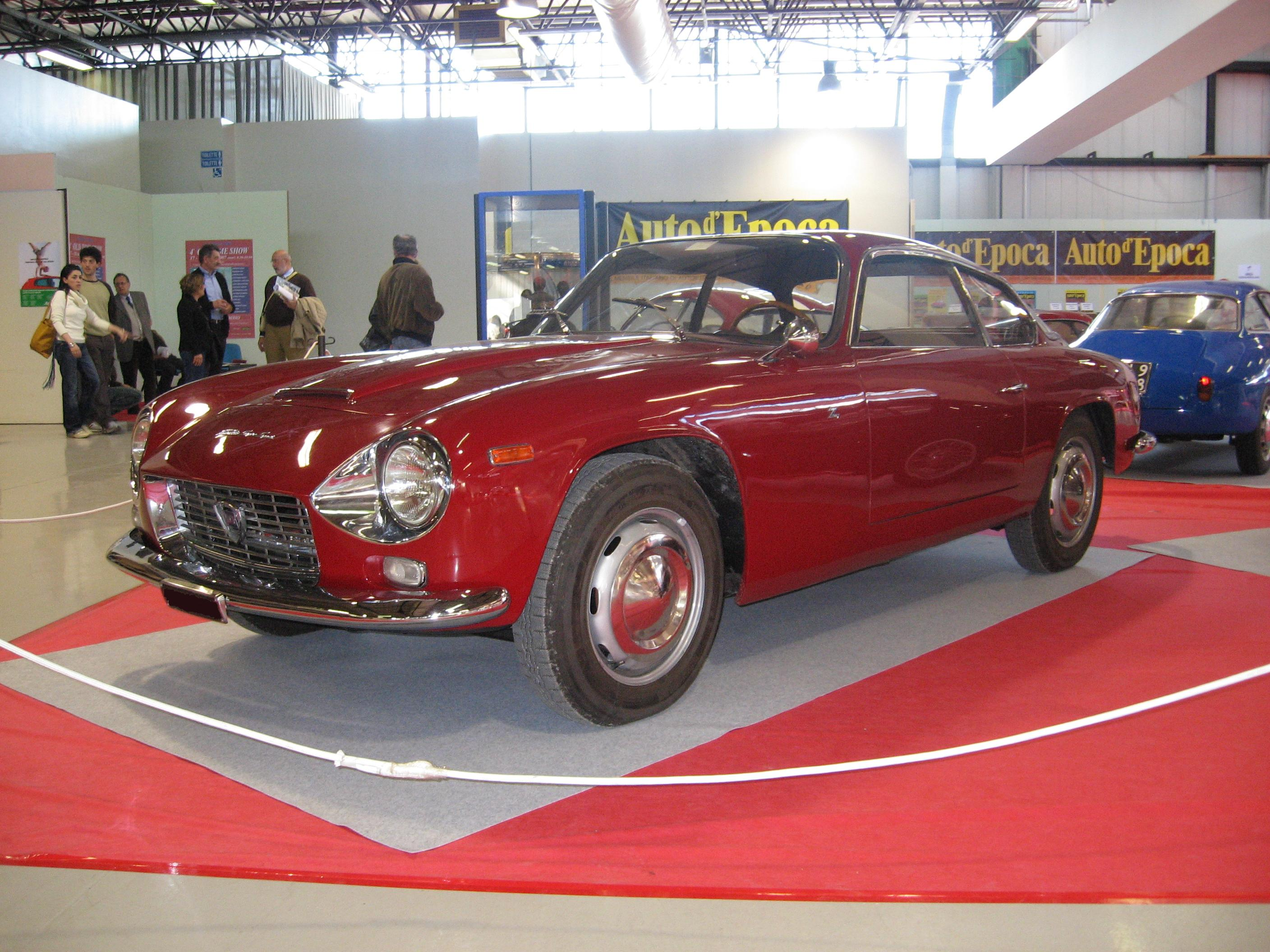
スポルト

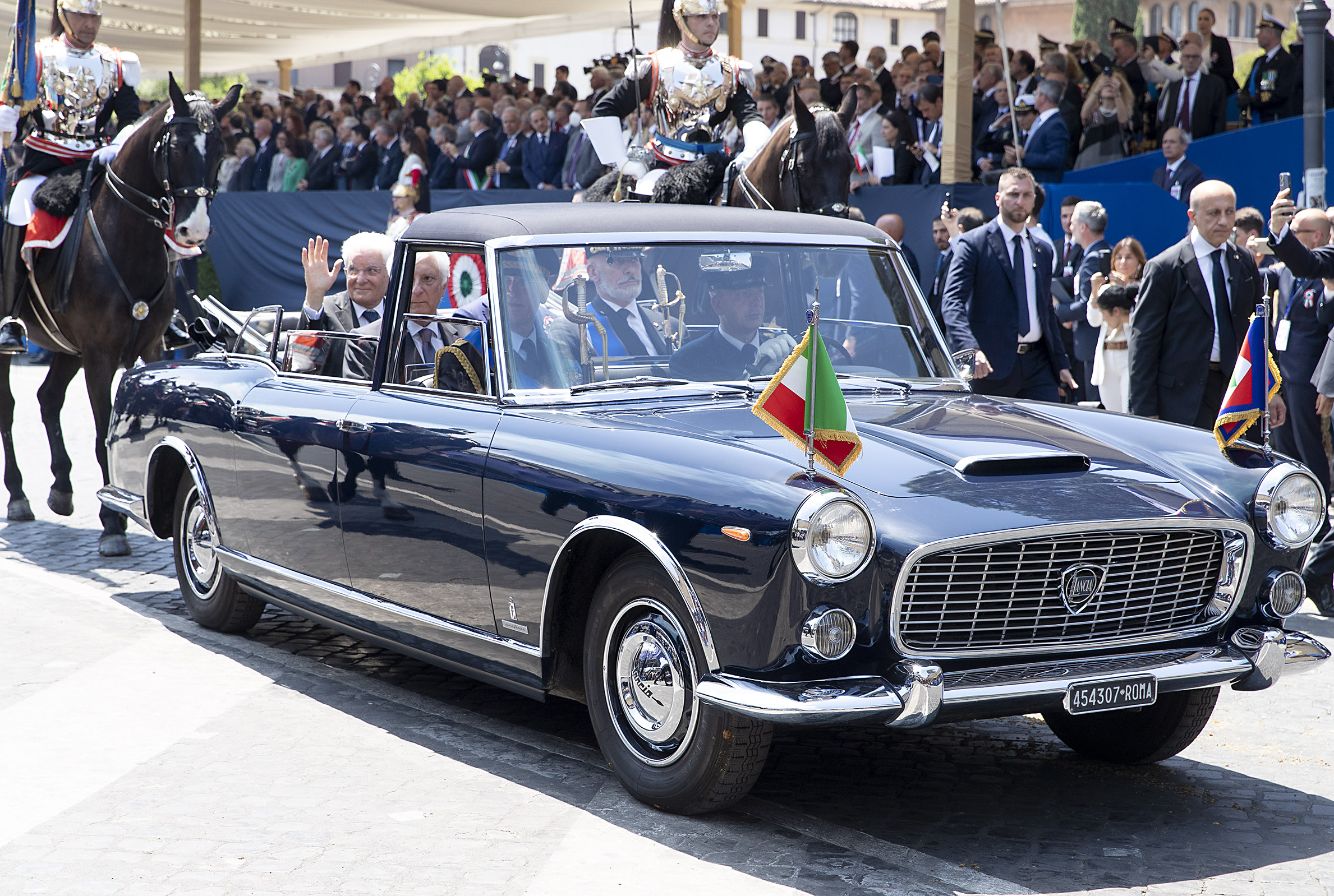
大統領専用車（プレジデンシアーレ335）

フラミニア（Flaminia）は、イタリアの自動車メーカー・ランチアが1957年から70年まで12,633台製造・販売した大型高級乗用車である。イタリア大統領の公用車などに用いられた、当時のイタリアの代表的なプレステージカーであり、そのシャシにはピニンファリーナ、トゥーリング、ザガートの各カロッツェリアが腕を奮い、クーペやカブリオレなど数々のスペシャルボディも架装された。フラミニアの名は同社の伝統に従い、古代ローマの街道名から取られている。

## 概要
ヴィットリオ・ヤーノ設計の傑作中型車アウレリアの後継車として企画された。技術的に最大の特徴は1920年代の傑作車ラムダ以来のスライディングピラー式前輪独立サスペンションを通常のダブルウイッシュボーン式に改めたことで、これによって従来のランチア各車の弱点であった「ランチア・トレモロ」と呼ばれるステアリングに伝わる微振動が克服された。後輪はアウレリア以来のド・ディオン式で、同様にギアボックスとデフが一体でリアに置かれるトランスアクスル方式も継承された。V型6気筒エンジンの基本設計もアウレリアのものが継承された。ブレーキは最初の約500台を四輪ドラムで生産後、当時まだ珍しいダンロップ製4輪ディスクに変更された。
4ドア・ベルリーナと2ドアクーペのボディは1956年のトリノ自動車ショーでデビューしたアウレリア・ベースのピニンファリーナの傑作プロトタイプ「ランチア・フロリダ」（観音開きの4ドアセダン）、「フロリダll」（2ドアクーペ、バッティスタ・ピニンファリーナのパーソナルカーに用いられた）をベースにしたものであった。

## バリエーション
「ベルリーナ」に加え、「クーペ」「GT」「スポルト」が追加され、当時の一流カロッツエリアであるピニンファリーナ、トゥーリング、ザガートがそれぞれデザインを担当した。セダンよりもクーペやGTの生産台数が多いことからも、高級サルーンとしてよりもパーソナルカーとしての人気が高かったことが窺える。フィアット傘下に入った直後の1970年に生産が中止され、イタリアのプレステージカーの座はフィアット・130が継承した。
ベルリーナ
上記の通りピニンファリーナのデザイン（生産はランチア）で、1970年の生産終了まで継続生産された。2,500cc102馬力または110馬力型が3,344台、2,800cc128馬力が599台が作られた。初期モデルは後窓の外側と内側にワイパーを装備していた。なお、日本で1961年に登場したいすゞ・ベレルのデザインにはフラミニアの影響が随所に見られる。
クーペ
同じくピニンファリーナのデザインで、生産もピニンファリーナで行われた。フロリダIIによく似た2+2クーペで、1967年までに2,500ccが4,151台、2,800ccが1085台の合計5,236台と、ベルリーナより多数が生産された。
GT・GTL・コンバーチブル
カロッツェリア・トゥーリングがデザインした4灯式ヘッドライトが特徴の2シーターボディのGTとコンバーチブルに加え、1962年にはホイールベースを延長した2+2のGTLが追加された。コンバーチブルは1964年までに847台（180台は2,800cc）、GTとGTLは1965年までそれぞれ1,718台（2,800ccが168台）、300台（同3台）生産された。
スポルト
カロッツェリア・ザガートによる2シータークーペで、GT同様短縮されたホイールベースボディに、非常に個性的なアルミニウム製ボディを載せていた。1964年には「スペル・スポルト」に発展、シリーズ最強の2,800cc152馬力エンジンを搭載した。初期モデルは流線型のヘッドライトカバーを、後期型は断ち落とされた「カムテール」デザインを特徴とする。1967年までに593台（内、スペル・スポルト150台）が生産された。
大統領専用車
1960年の英国女王エリザベス2世のイタリア訪問に合わせ、当時のイタリア大統領ジョヴァンニ・グロンキはピニンファリーナに4台のリムジンの製作を発注した。4台は米国GMに電装品設計のアドバイスを受けて6ヶ月という短期間で製造・納入された。それらはダークブルーの７人乗りランドーレットで、黒のコノリーレザー内装を持っていた。3,350mmのホイールベースに因んで「335」、または「プレジデンシアーレ」（Presidenziale）、あるいは大統領官邸名の「キリナーレ」（Quirinale）と呼ばれ、現在でも何台かは実用に供されている。

## 日本におけるフラミニア
当時の日本総代理店であった国際自動車商事を通じ、イタリア大使公用車を含む2台のベルリーナやGTLなどが少数輸入された。1968年に最後に輸入されたのはスペル・スポルトであり、同型車が四国自動車博物館に展示されている。